# November 2000
Dit artikel geeft een chronologisch overzicht van alle belangrijke gebeurtenissen per dag in de maand november van het jaar 2000.

## Gebeurtenissen

### 1 november
- Servië en Montenegro treden toe tot de Verenigde Naties.

### 2 november
- Het ISS wordt vanaf nu permanent bewoond.

### 5 november
- Presidentsverkiezingen in Azerbeidzjan.

### 7 november
- Presidentsverkiezingen in de Verenigde Staten. De belangrijkste kandidaten zijn George W. Bush (republikein) en Al Gore (democraat). De uitslag is "too close to call".

### 11 november
- In Oostenrijk maakt de kabeltreinramp in Kaprun 155 slachtoffers. Deze brand wordt veroorzaakt door een kapotte straalkachel.

### 12 november
- Atleten Paul Tergat en Paula Radcliffe winnen in Veracruz de wereldtitel op de halve marathon.

### 15 november
- Het Nederlands voetbalelftal verslaat Spanje in een vriendschappelijk duel in Sevilla: 1-2. Doelpuntenmakers voor Oranje zijn Jimmy Floyd Hasselbaink en Frank de Boer. Kevin Hofland (PSV), Patrick Paauwe (Feyenoord) en Fernando Ricksen (Glasgow Rangers) maken hun debuut voor de ploeg van bondscoach Louis van Gaal.

### 17 november
- In Peru wordt president Alberto Fujimori afgezet.

### 19 november
- De Peruaanse president Alberto Fujimori heeft aangekondigd binnen 48 uur af te treden.
- Felix Limo (42.53) en Berhane Adere (48.06) winnen de zeventiende editie van de Zevenheuvelenloop (15 kilometer).

### 20 november
- Marat Safin lost Pete Sampras na tien weken af als nummer één op de wereldranglijst der tennisprofessionals; de Rus moet die positie na twee weken weer afstaan aan Gustavo Kuerten.

### 21 november
- Iraakse premier Tariq Aziz zoekt toenadering tot Libanon, Syrië en Jordanië om 1 groot land te vormen.
- Het Peruaanse congres verlangt de ambtstermijn van de president Alberto Fujimori.

### 26 november
- Parlementsverkiezingen in Roemenië.

### 27 november
- Servië en Montenegro wordt lid van de OVSE.
- De Noorse Lærdalstunnel wordt voor het verkeer vrijgegeven. Met een lengte van 24,5 km is dit de langste verkeerstunnel ter wereld.

### 28 november
- Het Nederlandse parlement stemt in met een wetsvoorstel om euthanasie te legaliseren; Nederland is daarmee het eerste land ter wereld waar hulp bij zelfdoding onder bepaalde voorwaarden niet meer strafbaar is.
- Achtste druppel valt in het pekdruppelexperiment.

## Overleden
<< · januari · februari · maart · april · mei · juni · juli · augustus · september · oktober · november · december · >>